# Ien van den Heuvel

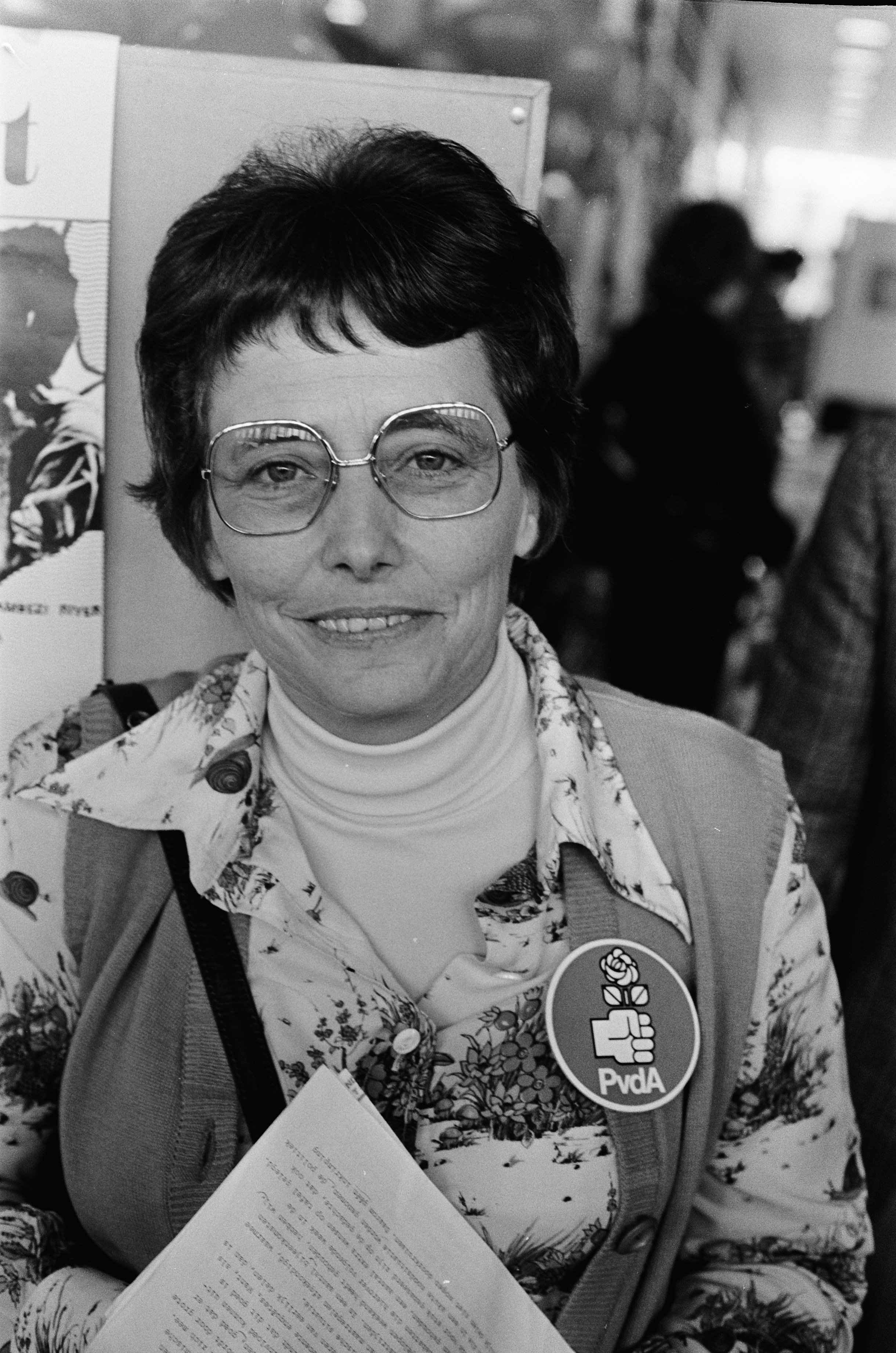
Ien van den Heuvel

Carolien (Ien) van den Heuvel-de Blank (* 7. August 1927 in Tiel; † 13. Oktober 2010 in Heemskerk) war eine niederländische Politikerin (PvdA).
Heuvel, die 1946 der PvdA beitrat, war dort von 1968 bis 1974 Vorsitzende der Frauenorganisation und Mitglied des Parteivorstandes. Von 1974 bis 1979 war sie als Nachfolgerin von André van der Louw Vorsitzende der Sozialdemokratischen Partei und gehörte sie der Ersten Kammer der Generalstaaten an. In dieser Zeit verschlechterte sich das Verhältnis der PvdA zur deutschen Schwesterpartei, der SPD. Gründe dafür waren die scharfe Kritik der PvdA zum Radikalenerlass von Bundeskanzler Willy Brandt sowie die aus Sicht der SPD kritiklose Haltung der PvdA zur DDR.
Heuvel war ferner Vorstandsmitglied einer Zusammenarbeit der PvdA, mehrerer linksgerichteter Organisationen und Zeitungen sowie der VARA.
Von 1979 bis 1989 war sie Mitglied des Europäischen Parlaments.